# James R. Bath
James Reynolds Bath (* 18. August 1936) ist der frühere Direktor der Bank of Credit and Commerce International (BCCI) und auch ein früherer Teilhaber von Arbusto Energy gemeinsam mit George W. Bush. Mit George Bush diente er zusammen in der  Air National Guard, Texas während des Vietnamkriegs. Er ist wirtschaftlich in der Luftfahrtindustrie und dem Handel mit Immobilien tätig.

## Leben und Karriere
Bath stammt aus Nachitoches, Louisiana. Er zog 1965 nach Houston und diente als 29-Jähriger in der Texas Air National Guard.
Nachdem er für Atlantic Aviation gearbeitet hatte, wurde er Händler für Flugzeuge.
In die Immobilienbranche stieg er 1973 ein und gründete eine Partnerschaft zu Lloyd Bentsens Sohn, Lan. 1978 wurde Bath Direktor der Main Bank of Houston, in Houston, Texas. Seine Mitinvestoren waren John Connally und der saudische Finanzier Ghaith Pharaon. Des Weiteren gründete er JB&A Aviation.
1980 wurde Bath Präsident der Cotopax Investments, die auf den Cayman Islands ihren Sitz hat. Später wurde der Name geändert in: Skyway Aircraft Leasing Ltd. Später trat der Vorstand geschlossen zurück und Bath blieb als alleiniger Direktor zurück.
Bath gründete Southwest Airport Services, um den Houston Gulf Airport zu managen. Dieser wurde 2002 geschlossen.
Baths Entlassung aus der Nationalgarde und seine Beziehungen zu der Familie Bin Laden, der Familie Bush und Arbusto wurden im Buch Dude, Where's My Country? und im Dokumentarfilm Fahrenheit 9/11 von Michael Moore thematisiert.  Mit dem gleichen Thema beschäftigt sich das Buch Greg Palasts namens The Best Democracy Money Can Buy und dessen Film Bush Family Fortunes. Auch Russ Bakers Buch Family of Secrets beschäftigt sich mit dem gleichen Thema.
Jim Bath war früher in River Oaks, Houston Nachbar von Khalid bin Mahfouz, dem Zusammenarbeit mit Al-Qaida vorgeworfen wurde.